# Speak Your Mind
Speak Your Mind (en español, Tu mente habla) es el álbum de estudio debut de la cantante británica Anne-Marie. Fue lanzado el 27 de abril de 2018 a través de los sellos Major Tom's, Asylum Records y Atlantic Records UK.

## Sencillos
Sus 4 sencillos ; Rockabye (ft. Clean Bandit & Sean Paul)
FRIENDS (ft. Marshmello)
Alarm y Ciao Adios fueron los sencillos lanzados para promocionar el álbum de la cantante, 3 de los 4 tuvieron fama, sobre todo Rockabye featuring Clean Bandit y Sean Paul, llegando al top 10 de muchas listas internacionales, en Estados Unidos llegó al n°9 del Billboard Hot 100, convirtiéndose en el primer top 10 de la cantante en Estados Unidos, FRIENDS también tuvo fama, llegando al top 10 en muchas listas internacionales, en España llegó al número 3 de Los40, mientras que Ciao Adios gozaría de fama media en países como el Reino Unido o Irlanda.

## Lista de canciones
| Standard edition |                            |                                                                                    |                                                              |          |  |
| N.º              | Título                     | Escritor(es)                                                                       | Producer(s)                                                  | Duración |  |
| 1.               | «Cry»                      | Anne-Marie Nicholson Jennifer Decilveo                                             | Jennifer Decilveo                                            | 4:31     |  |
| 2.               | «Ciao Adios»               | Nicholson Decilveo Mason Levy Tom Meredith                                         | Mason DeLevy MdL                                             | 3:19     |  |
| 3.               | «Alarm»                    | Nicholson Steve Mac Wayne Hector Ina Wroldsen                                      | Steve Mac Amir Amor                                          | 3:25     |  |
| 4.               | «Trigger»                  | Scott Harris Chris Loco Emily Warren                                               | Loco Moon Willis                                             | 3:13     |  |
| 5.               | «Then»                     | Nicholson Mac Wroldsen                                                             | Mac                                                          | 3:34     |  |
| 6.               | «Perfect»                  | Nicholson Decilveo Lennox                                                          | Decilveo Lennox                                              | 3:53     |  |
| 7.               | «Friends» (con Marshmello) | Chris Comstock Nicholson Frederick Falke Natalie Dunn                              | Marshmello                                                   | 3:22     |  |
| 8.               | «Bad Girlfriend»           | Nicholson Paul Blair Nick Monson Sasha Sloan Mark Nilan Jr.                        | Monson                                                       | 3:26     |  |
| 9.               | «Heavy»                    | Nicholson George Astasio Jason Pebworth Jonathan Shave Natasha Phillips Iain James | The Invisible Men Nana Rogues Jonathan White Team Salut MNEK | 2:52     |  |
| 10.              | «2002»                     | Nicholson Mac Edward Sheeran Julia Michaels Benjamin Levin                         | Mac                                                          | 3:06     |  |
| 11.              | «Can I Get Your Number»    | Nicholson Decilveo Thomas Barnes Peter Kelleher Benjamin Kohn                      | TMS Sam Klempner                                             | 3:20     |  |
| 12.              | «Machine»                  | Teddy Geiger Ilsey Juber Nicholson                                                 | Geiger Zach Nicita                                           | 4:07     |  |
| 48:00            |                            |                                                                                    |                                                              |          |  |

Bonus Tracks (Versión Deluxe)
13. Breathing Fire
14. Some People
15. Used To Love You
16. Peak
17. Rockabye (Clean Bandit ft. Anne-Marie & Sean Paul)
Deluxe digital
18. Don't Leave Me Alone (ft. David Guetta)